# Lunden Station
Lunden Station (Lunden holdeplass eller Lunden stasjon) er en jernbanestation på Flåmsbanen i Norge. Stationen er simpelt opbygget med en gul ventesalsbygning og en perron, begge dele udført i træ.
Stationen åbnede som trinbræt i 1942, da den ordinære persontrafik på banen startede. 
I 2012 var stationen blandt en række i det vestlige Norge, der var genstand for en nærmere undersøgelse af Jernbaneverket. De bemærkede, at passagertallene var lave, men at der var potentiale for flere lokale rejsende, og at passagertallene kunne stige afhængigt af udviklingen på stedet. Umiddelbart konkluderedes derfor, at stationen skulle opretholdes, men at der skulle ske en ny vurdering inden 2019.